# 都桜和
都桜 和（とざくら なごみ、5月1日 - ）は、日本の漫画家、イラストレーター。旧ペンネームは「S'combs」。主にSDキャラ（ちびキャラ）の登場する4コマ漫画を創作する。「THW.jp」（トラベラーズハートワークス）という同人サークルを運営している。

## 作品
漫画
- うらバン! 〜浦和泉高等学校吹奏楽部〜（芳文社『まんがタイムきららキャラット』連載）
- さくらティーブレイク!（芳文社『まんがタイムきららキャラット』連載）

アダルトゲーム関連
- めいくるッ! 〜Welcome to Happy Maid Life!!〜（SDキャラ原画、Web漫画）
- かみぱに!（公式サイト内「かみぱに! くるくる4コマ」）
- ましろ色シンフォニー（SDキャラ原画、公式サイト内4コマ漫画）
- カルマルカ*サークル（SDキャラ原画）[1]
- 花咲ワークスプリング!（SDキャラ原画）
- ましろ色シンフォニー -Love is pure white- Remake for FHD（SDイラスト）[2]
- ましろ色シンフォニー SANA EDITION（SDイラスト）[3]

より詳細な作品リストは「THW.jp」ウェブサイトの「ABOUT」を参照